# Alsophila accraria
Alsophila accraria là một loài bướm đêm trong họ Geometridae.